# Korthalsia
Genre
Classification phylogénétique
Espèces de rang inférieur
- Voir le texte

Korthalsia est un genre de la famille des Arecaceae (Palmiers), comprenant des espèces natives de l'ensemble des pays et régions de l'Asie du sud-est.

## Classification
- Sous-famille des Calamoideae
  - Tribu des Calameae
    - Sous-tribu des Korthalsiinae

## Espèces
- Korthalsia angustifolia Blume, Rumphia 2: 172 (1843).
- Korthalsia bejaudii Gagnep. ex Humbert, Notul. Syst. (Paris) 6: 152 (1937).
- Korthalsia brassii Burret, J. Arnold Arbor. 20: 191 (1939).
- Korthalsia celebica Becc., Ann. Roy. Bot. Gard. (Calcutta) 12(2): 130 (1918).
- Korthalsia cheb Becc., Malesia 2: 67 (1884).
- Korthalsia concolor Burret, Notizbl. Bot. Gart. Berlin-Dahlem 15: 736 (1942).
- Korthalsia debilis Blume, Rumphia 2: 169 (1843).
- Korthalsia echinometra Becc., Malesia 2: 66 (1884).
- Korthalsia ferox Becc., Malesia 2: 73 (1884).
- Korthalsia flagellaris Miq., Fl. Ned. Ind., Eerste Bijv.: 591 (1861).
- Korthalsia furcata Becc., Ann. Roy. Bot. Gard. (Calcutta) 12(2): 120 (1918).
- Korthalsia furtadoana J.Dransf., Kew Bull. 36: 185 (1981).
- Korthalsia hispida Becc., Malesia 2: 71 (1884).
- Korthalsia jala J.Dransf., Kew Bull. 36: 183 (1981).
- Korthalsia junghuhnii Miq., Pl. Jungh.: 162 (1852).
- Korthalsia laciniosa (Griff.) Mart., Hist. Nat. Palm. 3: 211 (1845).
- Korthalsia lanceolata J.Dransf., Malaysian Forester 41: 325 (1978).
- Korthalsia merrillii Becc., Ann. Roy. Bot. Gard. (Calcutta) 12(2): 128 (1918).
- Korthalsia paucijuga Becc., Ann. Roy. Bot. Gard. (Calcutta) 12(2): 121 (1918).
- Korthalsia rigida Blume, Rumphia 2: 167 (1843).
- Korthalsia robusta Blume, Rumphia 2: 170 (1843).
- Korthalsia rogersii Becc., Ann. Roy. Bot. Gard. (Calcutta) 12(2): 131 (1918).
- Korthalsia rostrata Blume, Rumphia 2: 168 (1843).
- Korthalsia scaphigeroides Becc., Philipp. J. Sci., C 4: 619 (1909).
- Korthalsia scortechinii Becc. in J.D.Hooker, Fl. Brit. India 6: 475 (1893).
- Korthalsia tenuissima Becc., Malesia 2: 275 (1886).
- Korthalsia zippelii Blume, Rumphia 2: 171 (1843).